# Pagalungan

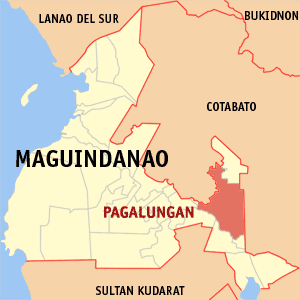
Bản đồ Maguindanao với vị trí của Pagalungan

Pagalungan là một đô thị hạng 1 ở tỉnh Maguindanao, Philippines. Theo điều tra dân số năm 2000 của Philipin, đô thị này có dân số 25.908 người trong 4.715 hộ.

## Các đơn vị hành chính
Pagalungan được chia ra 12 barangay.
- Bagoenged
- Buliok
- Damalasak
- Galakit
- Inug-ug
- Kalbugan
- Kilangan
- Kudal
- Layog
- Linandangan
- Poblacion
- Dalgan